# Chanchangi Airlines
Chanchangi Airlines war eine nigerianische Fluggesellschaft mit Sitz in Kaduna und Basis auf dem Flughafen Lagos. 

## Geschichte
1997 startete Chanchangi Airlines ihren eigenständigen Flugbetrieb und konnte seitdem ihr Streckennetz deutlich ausbauen.
Im Juli 2010 wurde Chanchangi Airlines durch die nigerianische Luftfahrtaufsichtsbehörde NCAA ein Flugverbot verhängt, da eine gesetzliche Regelung keinen Flugbetrieb mit nur einem Flugzeug erlaube. Am 19. Oktober 2010 nahm Chanchangi Airlines mit der Flugstrecke Abuja – Lagos wieder den Flugbetrieb auf.

## Flugziele
Die einzige geflogene Route der Chanchangi Airlines ist von Lagos nach Abuja.

## Flotte
Mit Stand Oktober 2015 bestand die Flotte der Chanchangi Airlines aus drei Flugzeugen:
| Flugzeugtyp    | aktiv | inaktiv | Anmerkungen                                        |
| -------------- | ----- | ------- | -------------------------------------------------- |
| Boeing 737-200 | 1     |         | Frachtflugzeug; betrieben durch Airstream Aviation |
| Boeing 737-300 |       | 2       |                                                    |
| Gesamt         | 1     | 2       |                                                    |

## Zwischenfälle
- Am 23. Februar 1998 verunglückte eine von Aviogenex geleaste Boeing 737-200 mit dem Luftfahrzeugkennzeichen YU-ANU beim Training auf dem Kaduna-Airport. Es kamen keine Menschen zu Schaden, die Maschine brannte jedoch vollends aus.[9]